# Kompania graniczna KOP „Landwarów”
Kompania graniczna KOP „Landwarów” – pododdział graniczny Korpusu Ochrony Pogranicza.

## Geneza
Do czasu zakończenia wojny polsko-bolszewickiej, czyli do jesieni 1920, wschodnią granicę państwa polskiego wyznaczała linia frontu. Dopiero zarządzeniem z 6 listopada 1920 utworzono Kordon Graniczny Ministerstwa Spraw Wojskowych. W połowie stycznia 1921 zmodyfikowano formę ochrony granicy i rozpoczęto organizowanie Kordonu Granicznego Naczelnego Dowództwa WP. Obsadzony on miał być przez żandarmerię polową i oddziały wojskowe. Latem 1921 ochronę granicy wschodniej postanowiło powierzyć Batalionom Celnym. W Landwarowie rozmieszczono dowództwo i pododdziały sztabowe 17 batalionu celnego. 
W drugiej połowie 1922 przeprowadzono kolejną reorganizację organów strzegących granicy wschodniej. 1 września 1922 bataliony celne przemianowano na bataliony Straży Granicznej. W rejonie odpowiedzialności przyszłej kompanii granicznej KOP „Landwarów” służbę graniczną pełniły pododdziały 17 batalionu Straży Granicznej. 
Już w następnym zlikwidowano Straż Graniczną, a z dniem 1 lipca 1923 pełnienie służby granicznej na wschodnich rubieżach powierzono Policji Państwowej. 
W sierpniu 1924 podjęto uchwałę o powołaniu Korpusu Ochrony Pogranicza – formacji zorganizowanej na wzór wojskowy, a będącej w etacie Ministerstwa Spraw Wewnętrznych.

## Formowanie i zmiany organizacyjne
Na podstawie rozporządzenie Ministra Spraw Wewnętrznych nr 1099 ze stycznia 1926, w trzecim etapie organizacji Korpusu Ochrony Pogranicza, sformowano 22 batalion graniczny, a w jego składzie 3 kompanię graniczną KOP.
W 1930 3 kompania graniczna KOP „Landwarów” podlegała dowódcy batalionu KOP „Troki” . W 1933 w Landwarowie nie było już kompanii granicznej. W miejscowości funkcjonowały kompanie: odwodowa „Landwarów” i karabinów maszynowych „Landwarów”.

## Służba graniczna
Podstawową jednostką taktyczną Korpusu Ochrony Pogranicza przeznaczoną do pełnienia służby ochronnej był batalion graniczny. Odcinek batalionu dzielił się na pododcinki kompanii, a te z kolei na pododcinki strażnic, które były „zasadniczymi jednostkami pełniącymi służbę ochronną”, w sile półplutonu. Służba ochronna pełniona była systemem zmiennym, polegającym na stałym patrolowaniu strefy nadgranicznej i tyłowej, wystawianiu posterunków alarmowych, obserwacyjnych i kontrolnych stałych, patrolowaniu i organizowaniu zasadzek w miejscach rozpoznanych jako niebezpieczne, kontrolowaniu dokumentów i zatrzymywaniu osób podejrzanych, a także utrzymywaniu ścisłej łączności między oddziałami i władzami administracyjnymi. Miejscowość, w którym stacjonowała kompania graniczna, posiadała status garnizonu Korpusu Ochrony Pogranicza.

## Dowódcy kompanii
- mjr Zygmunt Wałecki(był 31 VII 1928 − 5 XI 1928) → dowódca batalionu 69 pp[9]
- kpt. Józef Trepiak [22 XI 1928 (30 III 1931) − 31 III 1932][13]